# Turfmarkt (Gouda)

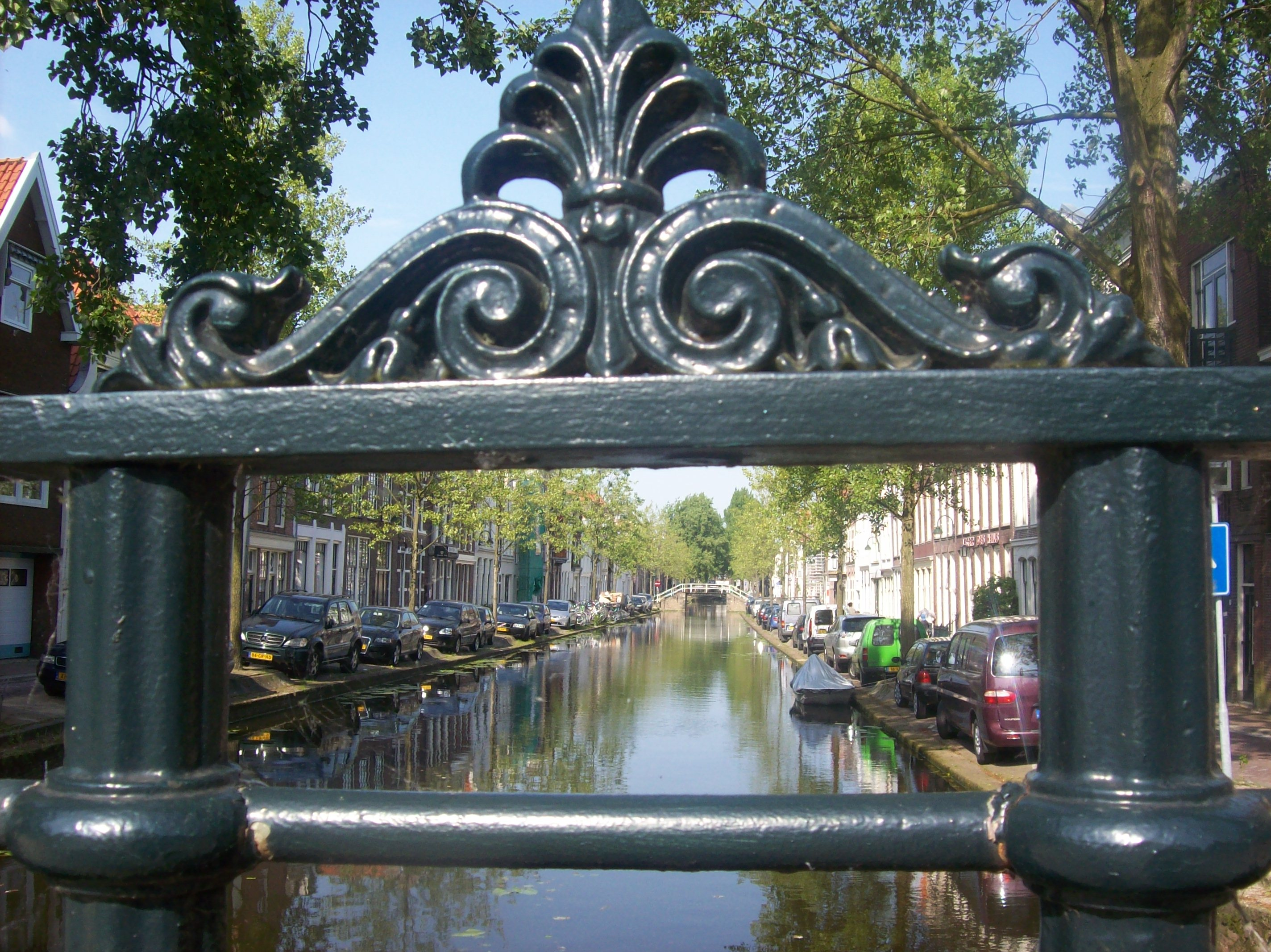
De Turfmarkt, gezien vanaf de Turfbrug, kijkend op het oosten

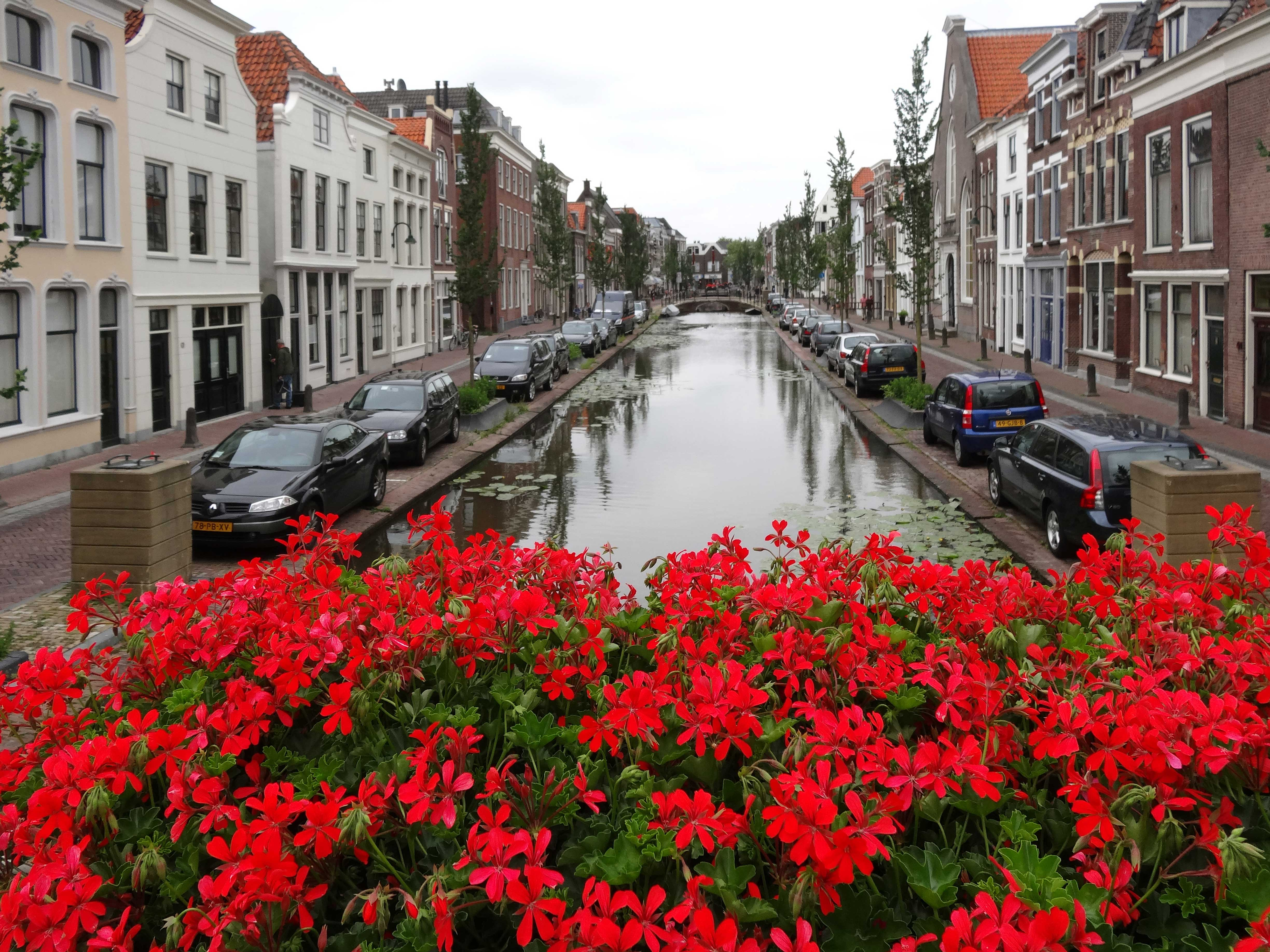
De Turfmarkt, gezien vanaf de Trappenbrug in de richting van de Kleiweg

De Turfmarkt is een gracht in de binnenstad van Gouda, in de Nederlandse provincie Zuid-Holland. De noordwestzijde van de Turfmarkt strekt zich uit van de Lage Gouwe in het westen tot de Kleiweg in het oosten. De zuidoostzijde van de Turfmarkt strekt zich uit van de Lage Gouwe tot de Blauwstraat. De noordwestzijde werd vroeger, van Kleiweg tot Vrouwensteeg, Varkens-, Elzen- of Eiermarkt genoemd. De gebruikte namen herinneren aan de verkoop van turf, elzenhout, varkens en eieren, die hier vroeger plaatsvond. De noordwestzijde, van de Vrouwensteeg tot de Vuilsteeg (thans Lange Dwarsstraat), werd Hontscoop genoemd. De daar tegenover gelegen zuidoostzijde werd Tevecoop genoemd (zie fragment van de plattegrond van Gouda in de gemeenteatlas van Kuyper). Het water van de Turfmarkt grenst direct aan dat van de naastgelegen gracht de Gouwe, maar wordt bij de Kleiweg overkluisd.

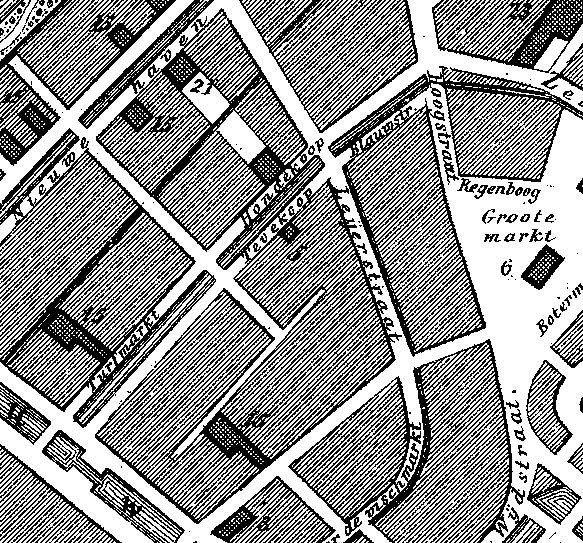
Turmarkt, Hondekoop, Tevekoop en Blauwstraat op de plattegrond van Gouda (ca. 1865-1870)

Oorspronkelijk was de Turfmarkt een van de stadsgrachten. Die functie verviel bij de uitbreiding van de stad. Al in de veertiende eeuw was de gracht langs de huidige Turfmarkt aan beide zijden bebouwd. Opmerkelijk aan de Turfmarkt is het hoge waterniveau: de straat bevindt zich slechts enkele centimeters boven het water.
Aan weerszijden van de gracht bevindt zich een groot aantal historische gebouwen, waarvan er dertig zijn erkend als rijksmonument. Een van deze monumenten is het voormalige bankgebouw, dat tegenwoordig het Verzetsmuseum Zuid-Holland huisvest. Een ander noemenswaardig pand is de voormalige synagoge aan Turfmarkt 23. Sinds 1950 is het eigendom van de Vrije Evangelische Gemeente. Het derde monumentale pand is het zogenaamde Admiraalshuis, de woning van de admiraals Jan den Haen en Roemer Vlacq. Ook de Trappenbrug ter hoogte van de Lange Dwarsstraat is een rijksmonument.
Straten en pleinen: Achter de Kerk · Achter de Vismarkt · Hoge Gouwe · Kleiweg · Lage Gouwe · Markt · Naaierstraat · Oosthaven · Spieringstraat · Tiendeweg · Turfmarkt · Westhaven

Sluizen: Donkere sluis · Hanepraaisluis · Havensluis · Ir. De Kock van Leeuwensluis · Julianasluis · Mallegatsluis · Moordrechtse Verlaat · Waaiersluis

Grachten en singels: Gouwe · Haven · Karnemelksloot · Turfmarkt · Turfsingel